# Gonoplectus probus
Gonoplectus probus är en mångfotingart som först beskrevs av Carl Graf Attems.  Gonoplectus probus ingår i släktet Gonoplectus och familjen Harpagophoridae. Inga underarter finns listade i Catalogue of Life.